# Пети конгрес на Илинденската организация
Петият редовен конгрес на Илинденската организация се провежда на 12 юли 1929 година в София. На него участват делегати от централното дружество и клоновете на Илинденската организация в Царство България.
Конгресът от началото на годината е отложен от властите в България след убийството на Александър Протогеров. Конгресът апелира до Великите сили и ОН за възстановяване човешките права на българите в Югославия и Гърция. Илинденската организация скъсва с неутралното си поведение по отношение на ВМРО и гласува декларация „срещу отделни личности с бивша принадлежност към ВМРО, които продължават с печатни и други средства да пакостят на македонското освободително движение и да подхранват сепаратистични тенденции в редовете на ВМРО“.
В Ръководното тяло на „Илинден“ влизат Димитър Иванов (председател), Лазар Томов (подпредседател), Георги Белев (секретар), Дамян Наумов (касиер), Петър Мърмев, П. Марков и Д. Аврамов (съветници).